# Radcot Lock

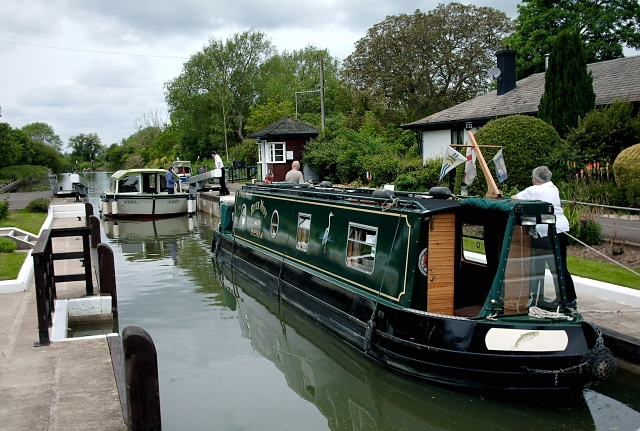
Das Radcot Lock mit Booten

Das Radcot Lock ist eine Schleuse in der Themse bei Radcot, in Oxfordshire, England. Sie kann zu Fuß vom südlichen Ende der Radcot Bridge erreicht werden.
Die Schleuse wurde 1892 durch die Thames Conservancy an der Stelle eines alten Wehrs und einer Stauschleuse gebaut. Das Wehr ist auf der anderen Seite der Schleuseninsel.

## Geschichte
Es gab an dieser Stelle ein Wehr, das als Clarke’s Weir oder auch Becks Weir oder Bucks Weir bekannt war. Das Wehr wurde 1868 beseitigt, als der Fluss verbreitert wurde. Eine neue Schleuse und ein Wehr wurden 1891 vorgeschlagen und im folgenden Jahr gebaut.

## Der Fluss oberhalb der Schleuse
Zunächst erreicht man die Radcot Bridge. Danach macht der Fluss einen scharfen Bogen, der Hell’s Turn oder Hell Gut genannt wird. Danach folgt eine Stelle im Fluss, die Schoolmaster’s Hole heißt.
Der Themsepfad verläuft entlang der Schleuse und wechselt an der Radcot Brige auf die gegenüberliegende nördliche Flussseite bis zum Grafton Lock.